# Roberto Antonio Sánchez
Roberto Antonio Sánchez (Concepción, 17 de agosto de 1966) es un político e ingeniero agrónomo argentino. Se desempeñó como intendente de la Ciudad de Concepción entre 2015 y 2021. Fue además corredor de carreras compitió en la Fórmula Renault Elf, temporadas 1990 a 1993, resultando tercero en su último torneo, compitió en Fórmula 3 Sudamericana año 1994, Turismo Nacional Clase 3 en dicho campeonato con un Volkswagen Gol BX y un Ford Escort Ghia, Turismo Competición 2000 año 1994 con un Ford Sierra XR4 y desde 1996 hasta el año 2008 en el Campeonato Argentino de Rally Nacional y volviendo a la actividad en 2019 para así retirarse de la actividad automovilística. En marzo de 2023 se oficializó su candidatura a Gobernador por la Provincia de Tucumán.

## Biografía
Nació el 17 de agosto de 1966, en la pequeña aldea Cortaderas.[cita requerida] Su familia era propietaria de importantes extensiones de campos cercanos a la ciudad de Concepción. Comenzó a realizar como pasatiempo corridas automovilísticas, haciéndolo en competencias de motos 50cc a los 14 años. En 1990 corrió profesionalmente en la Fórmula Renault, llegando a Fórmula 3 Sudamericana en 1994, finalmente continuo en el Rally de Argentina hasta su retiro en 2008 con 41 años.
Por otro lado, se recibió de Ingeniero Agrónomo en la Universidad Nacional de Tucumán.

## Trayectoria política
Antes de entrar oficialmente en la carrera política, ya era manifestaba como simpatizante radical. Finalmente, su primera participación fue en el 2011, como primer candidato a Legislador Provincial de la lista del Acuerdo Cívico y Social por la Sección Oeste de Tucumán, resultando electo. Se presentó a candidato a Intendente por la Ciudad de Concepción en 2015 en el sur de Tucumán. En 2017 se presentó como Candidato a Diputado Nacional por Cambiemos en el 3.er puesto de la Lista, quedando afuera de los 2 escaños ganados, en 2019 logró la reelección como Intendente.
En 2021 se presentó como candidato a diputado nacional por Juntos por el Cambio, siendo electo en esta ocasión. El escrutinio definitivo generó controversia, ya que la lista de candidatos a Diputado Nacional liderada por Roberto Sánchez de Juntos por el Cambio superó en cantidad de votos a la de su par Germán Alfaro de candidato a Senador, por aproximadamente 7 mil.

## Historial electoral
|  | 9.77 % |

|  | 49,34 % |

|  | 31,05 % |

|  | 32,57 % |

|  | 59,92 % |

|  | 14,26 % |

|  | 39,55 % |

|  | 34,04 % |